# Reusten
Reusten is een plaats in de Duitse gemeente Ammerbuch, deelstaat Baden-Württemberg, en telt 1007 inwoners (2008).

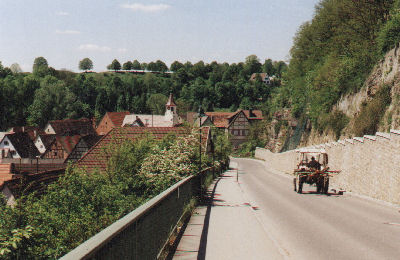
Reusten
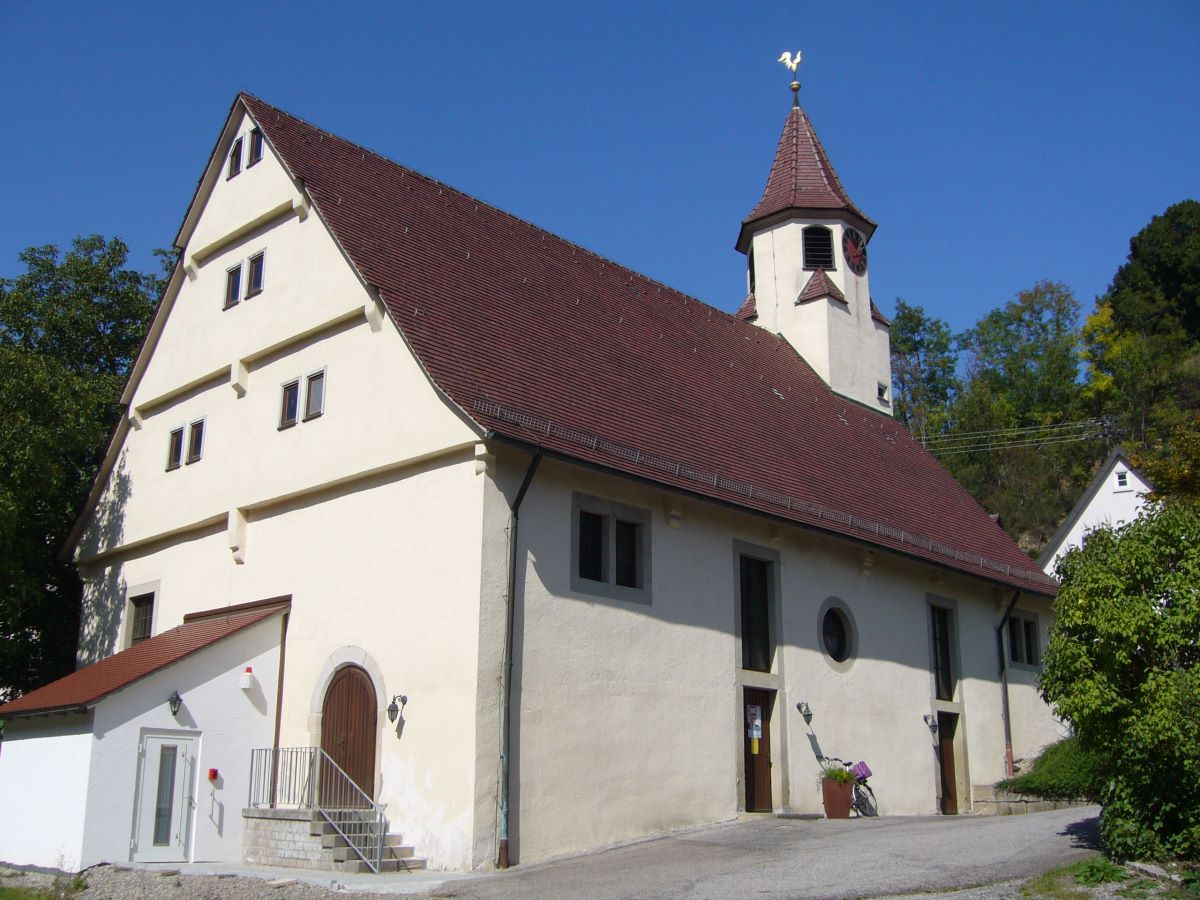
Kerk in Reusten